# Fatim Marena Traoré
Pour les articles homonymes, voir Traoré.
Fatim Marena Traoré, née le 14 janvier 1993 à Schiltigheim, est une joueuse malienne de basket-ball.

## Carrière
Avec l'équipe du Mali féminine de basket-ball, elle est cinquième du Championnat d'Afrique 2015 et vainqueur des Jeux africains de 2015.